# Blepharoneura hirsuta
Blepharoneura hirsuta är en tvåvingeart som beskrevs av Bates 1933. Blepharoneura hirsuta ingår i släktet Blepharoneura och familjen borrflugor. Inga underarter finns listade.